# Линчэн
Линчэ́н (кит. упр. 陵城, пиньинь Língchéng) — район городского подчинения городского округа Дэчжоу провинции Шаньдун (КНР). Название означает «город Лин» и связано с тем, что в средние века здесь размещались органы власти области Линчжоу.

## История
Во времена империи Западная Хань в 206 году до н. э. здесь был образован уезд Аньдэ (安德县). В эпоху Южных и северных династий был образован округ Аньдэ (安德郡). При империи Суй в 583 году округ Аньдэ был преобразован в область Дэчжоу (德州). В 596 году из уезда Аньдэ был выделен уезд Цзянлин (将陵县), также подчинённый области Дэчжоу. В 607 году область Дэчжоу была преобразована в округ Пинъюань (平原郡). При империи Тан в 618 году округ Пинъюань был вновь преобразован в область Дэчжоу, в 742 году он опять стал округом Пинъюань, а в 758 году — вновь областью Дэчжоу.
Во времена правления монголов уезд Цзянлин в 1253 году был поднят в статусе до области Линчжоу (陵州). При империи Мин в 1368 году область Линчжоу была понижена в статусе до уезда Линсянь (陵县), с 1369 года подчинённый области Дэчжоу. В 1374 году уезды Линсянь и Аньдэ были расформированы, и эти земли перешли под непосредственное управление областных структур. В 1374 году из области Дэчжоу был вновь выделен уезд Аньдэ, затем переименованный в Линсянь.
Во времена империи Цин в подчинении области Дэчжоу не осталось структур более низкого ранга, и она стала «безуездной областью» (散州). После Синьхайской революции в Китае была произведена унификация административных единиц уровня ниже провинциального, и в 1912 году область Дэчжоу была преобразована в уезд Дэсянь (德县). В 1946 году урбанизированная часть уезда Дэсянь была выделена в город Дэчжоу.
В 1950 году был образован Специальный район Дэчжоу (德州专区), и уезды Линсянь и Дэсянь вошли в его состав. В 1952 году уезд Линсянь был присоединён к уезду Дэсянь.
В 1956 году Специальный район Дэчжоу был расформирован, и уезд Дэсянь перешёл в состав Специального района Ляочэн (聊城专区). В июле 1961 года Специальный район Дэчжоу был воссоздан, и уезд Дэсянь вновь вошёл в его состав. В октябре 1961 года уезд Дэсянь был переименован в Линсянь. В 1967 году Специальный район Дэчжоу был переименован в Округ Дэчжоу (德州地区).
Постановлением Госсовета КНР от 17 декабря 1994 года были расформированы город Дэчжоу и округ Дэчжоу, и образован городской округ Дэчжоу.
В 2014 году постановлением Госсовета КНР был расформирован уезд Линсянь, а вместо него образован район городского подчинения Линчэн.

## Административное деление
Район делится на 2 уличных комитета, 10 посёлков и 1 волость.